# 雞蛋與羔羊
《雞蛋與羔羊》是香港女歌手謝安琪（Kay）於2014年6月30日晚上8時正在網路上發放的一首年度大碟《KONTINUE》中的粵語歌曲。創作人周博賢表示本歌曲取材自第86屆奧斯卡金像獎最佳電影《被奪走的12年》，講述一個自由人一夜變成奴隸的故事。此歌曲在網路上十分熱門，官方MV於不足兩星期已接近一百萬人次觀看，並打入2014年香港十大最潮YouTube音樂影片（第七位），但該作品未有派台，據稱隨後又因涉嫌政治敏感內容遭到了中國政府的禁令。
這首歌與自己作品《最好的時刻》，跟改編自《孤星淚》中「社運代表作」《Do You Hear the People Sing?》的《問誰未發聲》、及Beyond的《光輝歲月》、《海闊天空》、《抗戰二十年》等均被視為2014年香港6.22民間全民投票、七一大遊行、學界大罷課與讓愛與和平佔領中環／雨傘革命爭取自由民主的主題歌曲。

## 簡介
《雞蛋與羔羊》由謝安琪和音樂創作人周博賢共同發佈，外界猜測這一作品意在為香港局勢與「七·一」之日所寫。
曲中含有「成為奴隸，大劫在頭上，不堪設想」之類帶著特殊意味的語句，並用關鍵字「A餐」、「B餐」唱出「A餐雞蛋撞石牆，不怕壯烈下場，決不退讓」，「B餐俯首做白羊，一世困在牧場，餐券這兩張，怎麼取向」等歌詞。在該曲的音樂影片（MV）中，謝安琪被封住了口，媒體對此的解讀是「呼籲港人現在不站出來，恐再無機會為自己發聲了」。
發佈該曲的當晚8時，作詞、作曲者周博賢在Facebook上分享了該作，附上了五個字：「新歌，不解釋」。雖然歌曲的製作團隊在歌詞上留下註腳，稱該作品題材來自奧斯卡金像獎年度最佳電影《被奪走的12年》，公眾卻認為其歌詞「呼應着香港現況」。

## 音樂錄影帶
| 歌名       | 執導             | 首播頻道                          | 首播日期      | 附註                        |
| ---------- | ---------------- | --------------------------------- | ------------- | --------------------------- |
| 雞蛋與羔羊 | Leecat Ho 何海藍 | banbanmusiclimited官方YouTube頻道 | 2014年6月30日 | 連結 （页面存档备份，存于） |

### 官方MV觀看次數
| 截止     | 30/12/2014 (半年) | 20/1/2015 | 13/10/2015 | 12/8/2017 | 15/1/2020 | 18/10/2020 |
| 觀看次數 | 1,649,391         | 1,702,201 | 2,069,112  | 2,760,423 | 3,417,845 | 3,550,026  |
| -------- | ----------------- | --------- | ---------- | --------- | --------- | ---------- |

## 影響和評價
由於謝安琪與中國大陸的公司簽了約，而《雞蛋與羔羊》的歌詞又十分敏感，這一歌曲在其微博上遭到刪除，但在YouTube上頗具人氣。其點擊率在24小時內突破24萬，7月2日達到36萬，4日超過51萬，5日攀升到了62萬。
媒體報道指出網友將《雞蛋與羔羊》與李克勤的新歌《北京北角》相提並論，稱前者為「民主歌」，後者是「維穩歌」。有新聞援引網友的話，將《雞蛋與羔羊》比作「港版《島嶼天光》（太陽花學運相關歌曲）」。也有媒體人在Facebook上透露，個別電台「宣稱收到謝安琪經理人通知，不能在電台播放《雞蛋與羔羊》」，但具體原因不明。
參與了雨傘革命的演藝界人士黃耀明與何韻詩均對該作品給予積極評價。而在遊行的過程中，聚集的人群也播放了《雞蛋與羔羊》的音樂影片。謝安琪的丈夫張繼聰則認為即使其「在歌手角度出發也絕對覺得《雞蛋與羔羊》是言之有物的歌曲」。不過也有網友對此持負面看法，在instagram表示分不清「是真心為社會發聲，真心有話要說，還是借勢騎劫政治扮關心社會」，藉此引人關注，及後有人發現此instagram帖文得到香港女歌手容祖兒以個人帳戶點擊讚好，容的動機令人存疑。

## 審查
幾日後，有報道稱中國政府負責審查的相關宣傳部門令視訊網站「嚴格查刪」兩首粵語歌曲視頻，分別是《雞蛋與羔羊》和《問誰未發聲》。

## 外部連結
- 《雞蛋與羔羊》敢擺上網唔畀電台播祖兒寸謝安琪借政治歌抽水 （页面存档备份，存于） （附歌詞）《蘋果日報》（香港）（繁體中文）
- YouTube上的《雞蛋與羔羊》官方MV